# Década de 1790 a.C.
Séculos: (Século XIX a.C. - Século XVIII a.C. - Século XVII a.C.)
Décadas: 1840 a.C. 1830 a.C. 1820 a.C. 1810 a.C. 1800 a.C. - 1790 a.C. - 1780 a.C. 1770 a.C. 1760 a.C. 1750 a.C. 1740 a.C.
Anos: 1799 a.C. - 1798 a.C. - 1797 a.C. - 1796 a.C. - 1795 a.C. - 1794 a.C. - 1793 a.C. - 1792 a.C. - 1791 a.C. - 1790 a.C.
- 1798 a.C. - Início do reinado do faraó Amenemés IV
- 1797 a.C. - Fim do reinado do faraó Amenemés III